# Черри (тауншип, Миннесота)
Черри (англ. Cherry) — тауншип в округе Сент-Луис, Миннесота, США. На 2000 год его население составило 915 человек.

## География
По данным Бюро переписи населения США площадь тауншипа составляет 86,7 км², из которых 85,3 км² занимает суша, а 1,5 км² — вода (1,70 %).

## Демография
По данным переписи населения 2000 года здесь находились 915 человек, 339 домохозяйств и 258 семей. Плотность населения —  10,7 чел./км².  На территории тауншипа расположено 364 постройки со средней плотностью 4,3 построек на один квадратный километр. Расовый состав населения: 99,02% белых, 0,55 % коренных американцев, 0,11 % азиатов и 0,33 % приходится на две или более других рас. Испанцы или латиноамериканцы любой расы составляли 0,11 % от популяции тауншипа.
Из 339 домохозяйств в 36,6 % воспитывались дети до 18 лет, в 68,1 % проживали супружеские пары, в 3,5 % проживали незамужние женщины и в 23,6 % домохозяйств проживали несемейные люди. 21,8 % домохозяйств состояли из одного человека, при том 8,3 % из — одиноких пожилых людей старше 65 лет. Средний размер домохозяйства — 2,70, а семьи — 3,13 человека.
27,3 % населения — младше 18 лет, 6,9 % — в возрасте от 18 до 24 лет, 29,5 % — от 25 до 44, 27,3 % — от 45 до 64, и 9,0 % — старше 65 лет. Средний возраст — 39 лет. На каждые 100 женщин приходилось 116,3 мужчин. На каждые 100 женщин старше 18 приходилось 113,8 мужчин.
Средний годовой доход домохозяйства составлял 50 263 доллара, а средний годовой доход семьи —  55 882 доллара. Средний доход мужчин —  43 173  доллара, в то время как у женщин — 25 208. Доход на душу населения составил 19 186 долларов. За чертой бедности находились 1,6 % семей и 4,6 % всего населения тауншипа, из которых 0,8 % младше 18 и 15,2 % старше 65 лет.